# JEOL
JEOL, Ltd. (яп. 日本電子 Nihon Denshi Kabushiki-gaisha, Nihon Denshi)(яп. 日本電子 Nihon Denshi Kabushiki-gaisha) (ДЖЕОЛ) — крупнейший японский разработчик и производитель электронных микроскопов и других научных инструментов, промышленного оборудования и медицинской техники.
Штаб-квартира находится в Токио (Япония). Холдинг также входит в 25 ассоциированных компаний по состоянию на 2014 год. Компания входит в десятку лучших предприятий выпускающих приборы для лабораторного анализа. Приборы фирмы JEOL инструменты используются исследователями всего мира, включая Кембриджский университет, Оксфордского университета и МТИ.

## История
Ученые в Японии начали работать в 1939 году над созданием электронного микроскопа. Кенджи Казато и Кадзуо Ито встретились во время работы в военно-морском Центральном институте в Токио во время Второй мировой войны. После войны, Казато привлек Ито для совместной работы в городе Мобара, Тиба, Япония. Группа в которую они входили разработала прототип электронного микроскопа DA-1, который был продан Mitsubishi в 1947 году.
Японская Электронная оптическая лабораторная компания (The Japan Electron Optics Laboratory Company, Limited) была основана в 1949 году Кэндзи Казато и Кадзуо Ито в городе Митака, Токио. она выпустил свою первую коммерческую модель просвечивающего электронного микроскопа, JEM-1, спустя год. Зарубежные продажи начались в 1956 году с продажи системы во Францию.
В 1961 году компания была переименована в JEOL, Limited. В 1962 была создана компания JEOL (USA) с штаб-квартирой в Пибоди, штат Массачусетс. В 1966 компания JEOL вышла на Токийскую биржу.
Компания выпустила первую систему NMR в Японии, JNM-1, в 1956 году. Она выпустили свой первый масс-спектрометр в 1963 году, и первый сканирующий электронный микроскоп в 1966 году. В 1968 году был выпущен первый аминокислотный анализатор в мире, JLC-5AH.
Первая в мире микрофотография расположения атомов была сделана электронным микроскопом JEOL в 1976 году.
Кенджи Казато ушел с поста президента JEOL в 1975 году, но продолжал действовать в качестве советника компании до своей смерти в 2012 году. Кадзуо Ито был президентом JEOL с 1982 по 1987 год. Премия Pittcon Heritage Award была присуждена им посмертно в 2016 году за их вклад в создание научных приборов.

## Операции
Компания JEOL Лтд. имеет четыре сегмента бизнеса. Электронной оптики, Аналитических инструментов, Промышленного оборудования и медицинского оборудования

## В популярной культуре
масс-спектрометрия прямого анализа в реальном времени появилась на телевизионной программе CSI: Нью-Йорк.
Микроскоп JEM 101 использовался в фильме Прометей .

## Конкуренты
- Applied Materials, Inc.
- Hitachi
- FEI Company
- KLA-Tencor Corporation[англ.]
- Tescan
- Bruker[англ.]
- Carl Zeiss Microscopy GmbH
- Semtech solutions[англ.], Inc.

## ссылки
- Сайт компанииjeol.co.jp — официальный сайт JEOL (яп.)(яп.)
- Сайт на английском языке (англ.)(англ.)
- Сайт компании JEOL(RUS) LLC